# Fachverband der Elektro- und Elektronikindustrie
Der FEEI ‒ Fachverband der Elektro- und Elektronikindustrie ist eine Interessenvertretung der österreichischen Elektro- und Elektronikindustrie. Er ist eine Körperschaft öffentlichen Rechts im Rahmen der Wirtschaftskammer Österreich (WKÖ).

## Daten
Der Verband wird durch Funktionäre repräsentiert, die im Fünf-Jahres-Rhythmus von den Mitgliedern gewählt werden. Geleitet wird der FEEI durch einen Geschäftsführer.
Die Finanzierung der Interessenvertretung erfolgt zu über 65 % durch den Verkauf von freiwilligen Beratungs- und Dienstleistungen und zu 35 % aus Pflichtbeiträgen seiner Mitgliedsunternehmen, der Grundumlage. 2023 erwirtschafteten die Mitgliedsunternehmen einen Produktionswert von € 23,43 Mrd. und beschäftigen rund 72.500 Menschen.

## Aufgaben
Das vorrangige Ziel ist eine Mitgestaltung der wirtschaftlichen und rechtlichen Rahmenbedingungen, die Stärkung der Position seiner Mitgliedsunternehmen und die Sicherung der Wirtschaftsstandortes Österreich.
Seit dem Jahr 2001 führt der Verband eigenständige Kollektivvertragsverhandlungen für die Elektro- und Elektronikindustrie. Seine Hauptaufgaben sind die Information seiner Mitglieder sowie  Maßnahmen in Öffentlichkeitsarbeit und Lobbying. Neben rechtlicher Beratung wie z. B. der Begutachtung von Gesetzen und Verordnungen hat sich der FEEI auf Consulting und Projektmanagement in sechs Kernbereichen spezialisiert: Arbeitswelt & Bildung, Umwelt & Nachhaltigkeit, Energie & Infrastruktur, Digitalisierung, Standortpolitik und Forschung & Innovation.

## Partner
Der Verband fungiert als Dach für 27 Partnerorganisationen, die sich zu einem Netzwerk zusammengeschlossen haben. Diese widmen sich speziellen Fragestellungen der Elektro- und Elektronikindustrie und bearbeitet bei Bedarf gemeinsam mit dem FEEI die Kernthemen. Die Partner sind u. a. die Fachhochschule Technikum Wien, Silicon Austria Labs, das FMK - Forum Mobilkommunikation, der Verband Alternativer Telekom-Netzbetreiber, die Technikum Wien Academy sowie die Plattform Industrie 4.0 (Österreich).

## Sparten
Der Verband betreut Unternehmen aus 12 Sparten der Elektro- und Elektronikindustrie, wie z. B. Bauelemente, Energietechnik (inkl. Zähler, Mess- und Prüfgeräte), Industrieanlagenbau, Installationstechnik, Regeltechnik und Gebäudeautomation, Batterien und Akkumulatoren, Haushalts- und Wärmegeräte (inkl. Elektrokleingeräte), Unterhaltungselektronik, Licht, Kommunikations- und Informationstechnik, Medizin- sowie Verkehrstechnik.

## Kooperationspartner
Der Verband kooperiert auf europäischer Ebene unter anderem mit diesen Interessenvertretungen für die Elektro- und Elektronikindustrie:
- APPLiA Europäischer Verband der Hersteller von Elektro-Haushaltsgeräten
- CAPIEL-LV Zusammenschluss der Fachverbände der Niederspannungsschaltgerätehersteller
- CECAPI Europäisches Komitee der Hersteller elektrischer Installationsanlagen
- Lighting Europe
- EECA Europäische Vereinigung der Hersteller elektronischer Bauelemente
- EECA EPCIA Verband der europäischen Hersteller passiver Bauelemente
- EECA ESIA Verband der Europäischen Halbleiter-Industrie
- ETSI – European Telecommunications Standards Institute
- ORGALIM Vereinigung der europäischen Maschinen-, Elektro- und Elektronik- sowie metallverarbeitenden Industrie
- T&D Europe Zusammenschluss der Fachverbände der Hochspannungsschaltgeräte- und Transformatorenhersteller
- UNIFE Verband der Europäischen Eisenbahnindustrien
- ZVEI Zentralverband Elektrotechnik- und Elektronikindustrie e.V.